# Stenocereus alamosensis
Stenocereus alamosensis là một loài thực vật có hoa trong họ Cactaceae. Loài này được (J.M. Coult.) A.C. Gibson & K.E. Horak miêu tả khoa học đầu tiên năm 1978.

## Hình ảnh

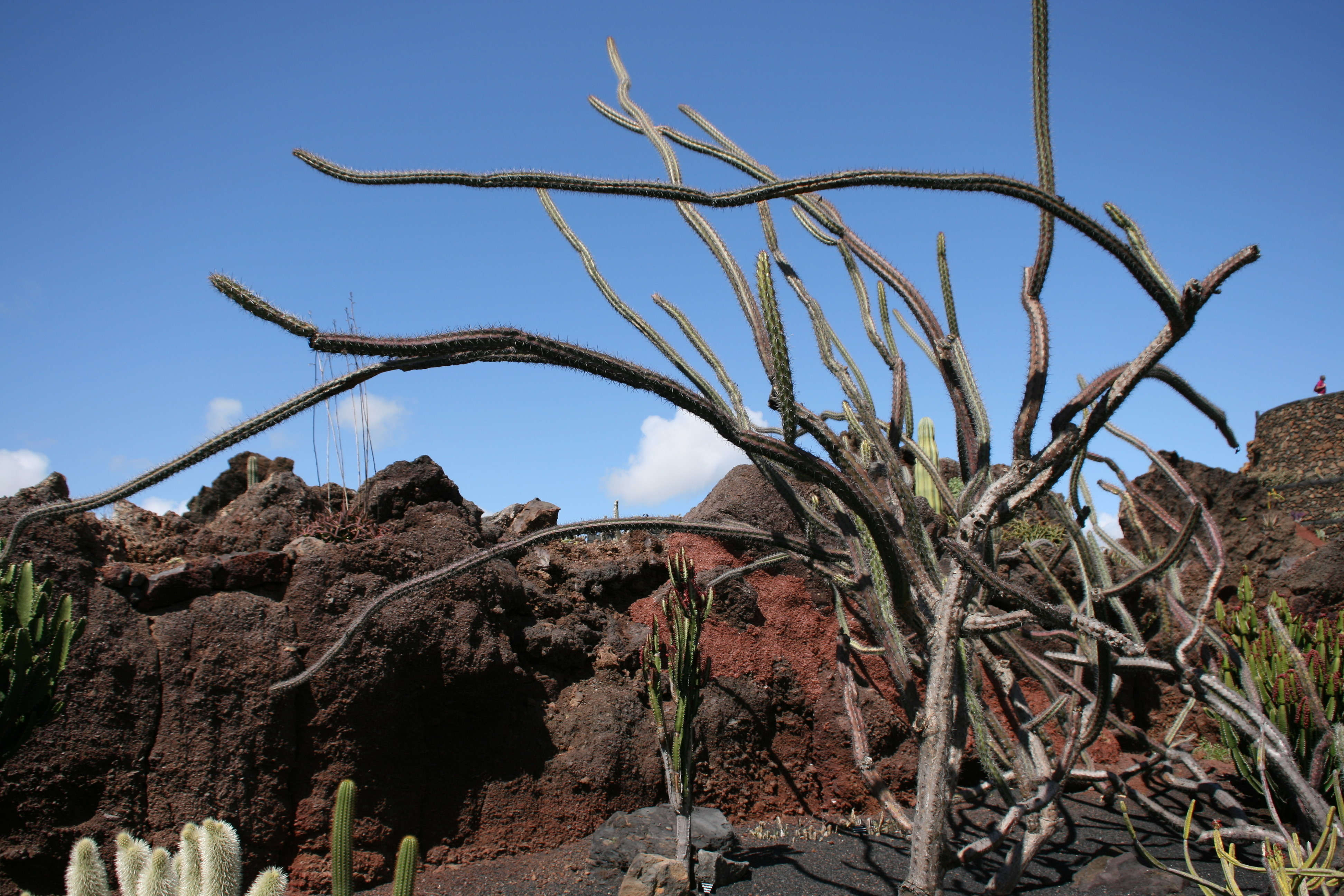
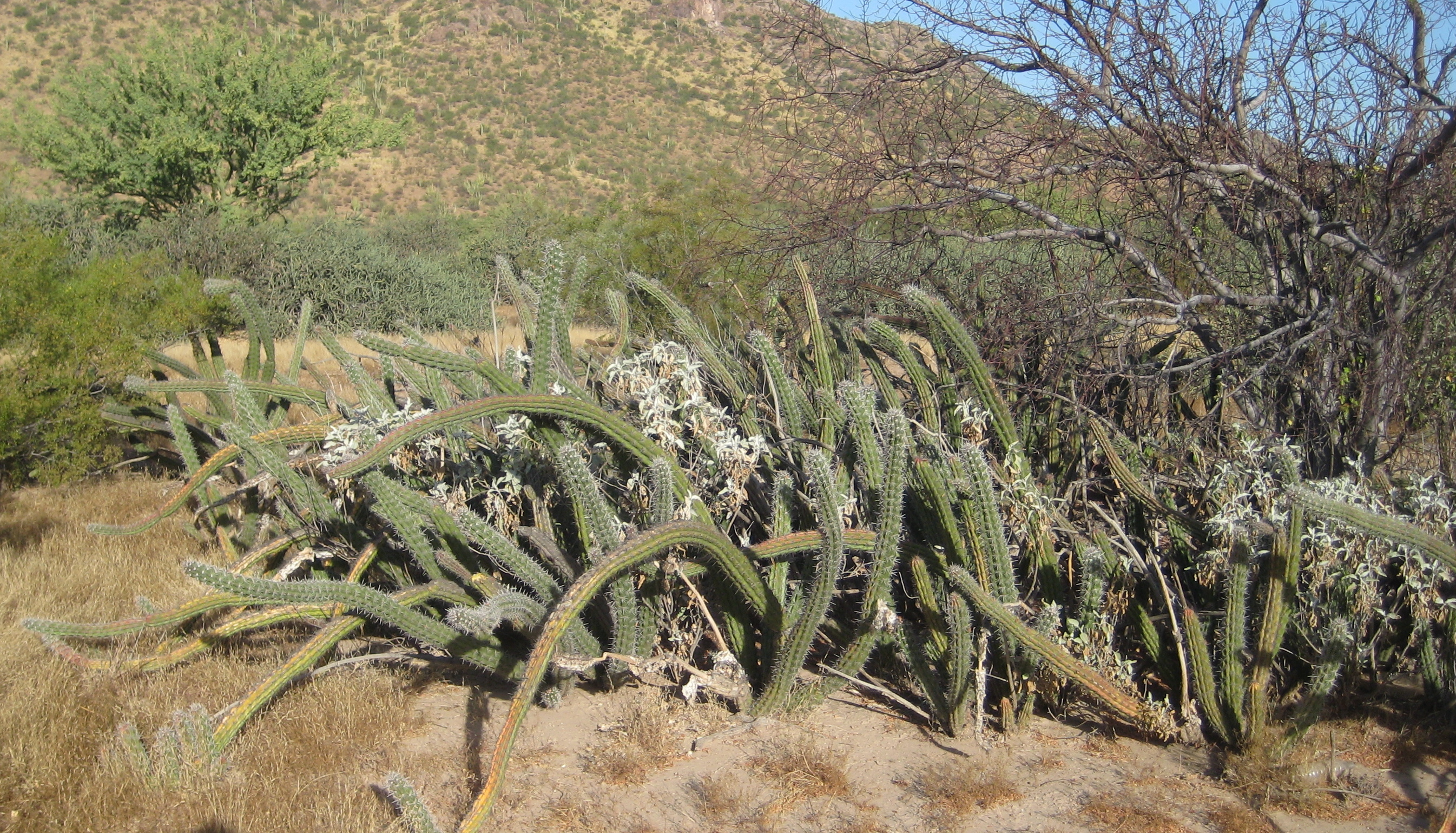
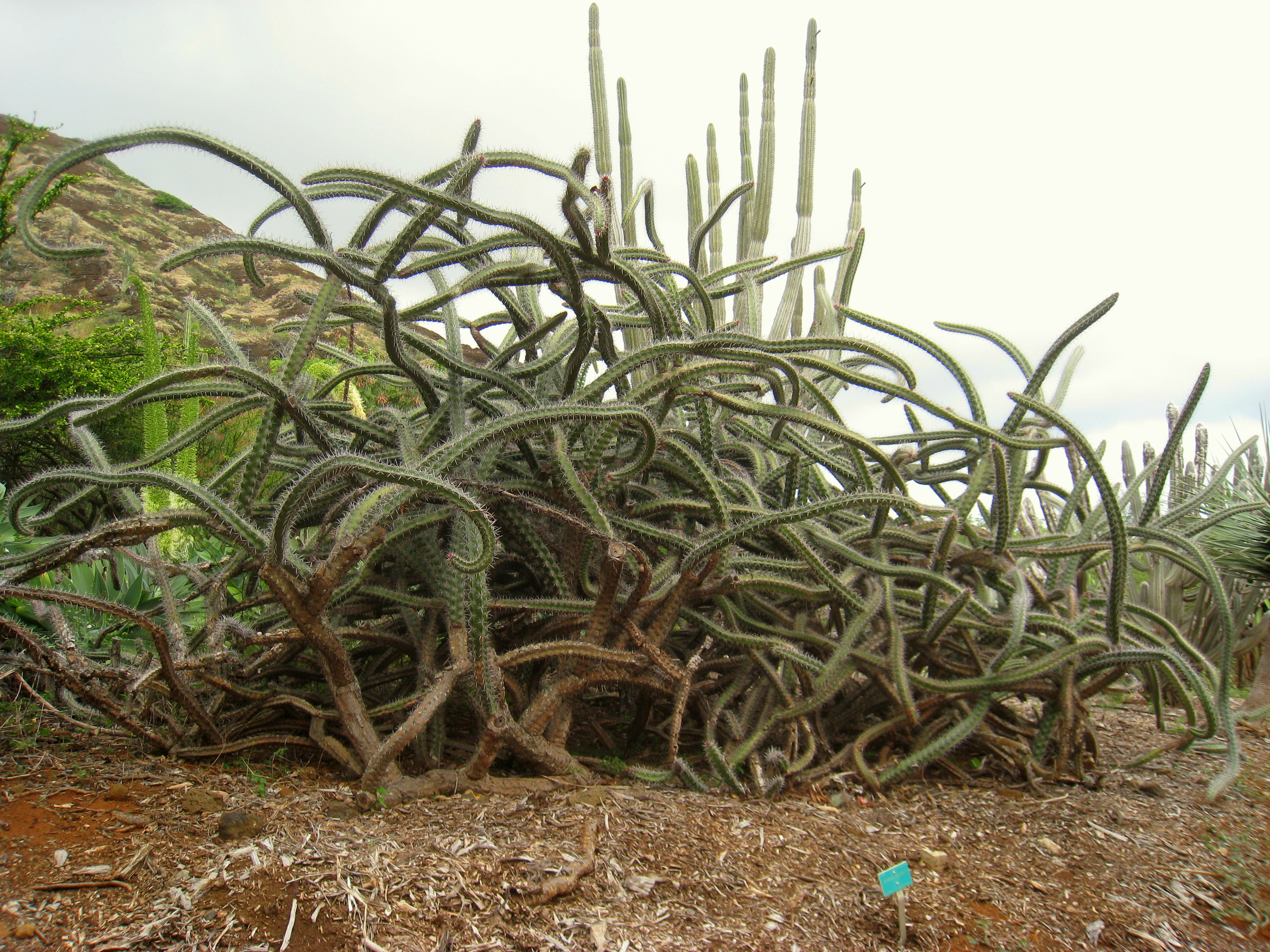
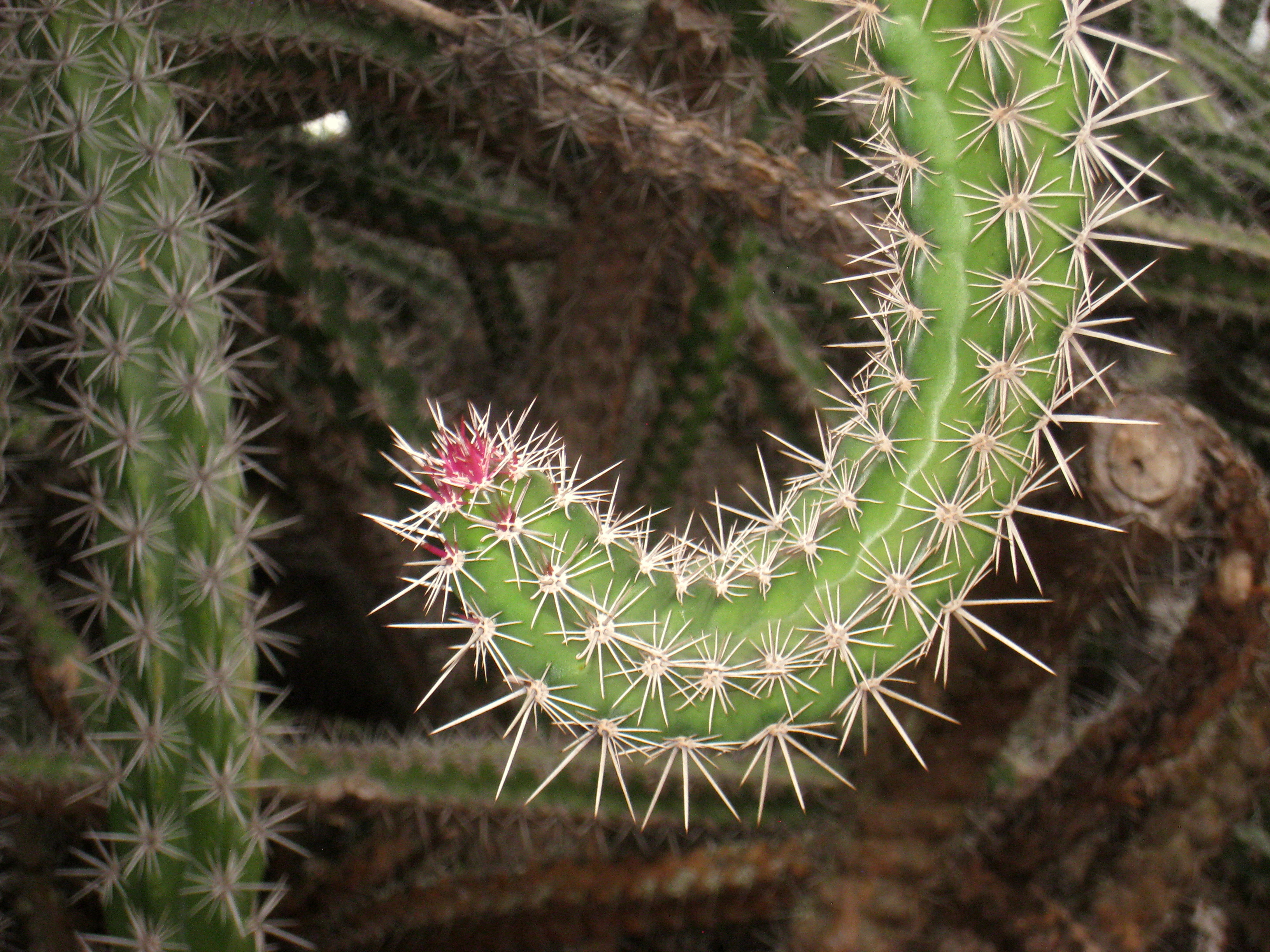